# Mercadinho
Mercadinho é o álbum de estréia do cantor e drag queen brasileiro Aretuza Lovi,  lançado em 13 de julho de 2018 através da Sony Music Brasil. Nesse álbum, a drag queen traz parcerias de peso Valesca Popozuda, Solange Almeida , Pabllo Vittar e Glória Groove. 

## Singles
Para a promoção do album, quatro singles foram lançados de forma oficial para divulgação do disco:
"Joga Bunda" foI lançada com primeiro single do projeto em 12 de janeiro de 2018 e contou com a presença de Pabllo Vittar e Gloria Groove na canção. O videoclipe foi lançado em 19 de janeiro de 2018. 
"Arrependida" foi lançada como segundo single do álbum em 09 de abril de 2018 e conta com a parceira de Solange Almeida. 
"Não quero seu (Din Din)" foi lançada como terceiro single do projeto em 29 de junho de 2018.
"Movimento" foi lançada como quarto e último single do projeto em 26 de julho de 2018. A faixa tem parceria com a cantora IZA.

## Lista de Faixas
| Mercadinho     |                                                    |                                                                                  |                                      |         |  |
| N.º            | Título                                             | Compositor(es)                                                                   | Produtor(es)                         | Duração |  |
| 1.             | "Joga Bunda (feat. Pabllo Vittar & Gloria Groove)" | Aretuza Lovi, Pabllo Vittar, Gloria Groove, Ruxell, Pabllo Bispo e Sérgio Santos | Ruxell, Pabllo Bispo e Sérgio Santos | 2:45    |  |
| 2.             | "Não Quero Seu (Din Din)"                          | Aretuza Lovi                                                                     | Ruxell, Pabllo Bispo e Sérgio Santos | 2:33    |  |
| 3.             | "Batcu (feat. Valesca Popozuda)"                   | Pabllo Bispo, Russell e Sérgio Santos                                            | Ruxell, Pabllo Bispo e Sérgio Santos | 2:54    |  |
| 4.             | "Movimento (feat. IZA)"                            | Aretuza Lovi                                                                     | Ruxell, Pabllo Bispo e Sérgio Santos | 2:48    |  |
| 5.             | "Arrependida (feat. Solange Almeida)"              | Aretuza Lovi, Ruxell, Pabllo Bispo e Sérgio Santos                               | Ruxell, Pabllo Bispo e Sérgio Santos | 3:08    |  |
| 6.             | "Amor Mutante"                                     | Gloria Groove, Ruxell e Sérgio Santos                                            | Ruxell, Pabllo Bispo e Sérgio Santos | 3:31    |  |
| 7.             | "Que Não Falte Amor"                               | Ruxell, Pabllo Bispo e Sérgio Santos                                             | Ruxell, Pabllo Bispo e Sérgio Santos | 2:49    |  |
| 8.             | "Bambolê"                                          | Ruxell, Pabllo Bispo e Sérgio Santos                                             | Ruxell, Pabllo Bispo e Sérgio Santos | 2:31    |  |
| 9.             | "Pisa Menos"                                       | Aretuza Lovi, Ruxell, Pabllo Bispo e Sérgio Santos                               | Ruxell, Pabllo Bispo e Sérgio Santos | 2:39    |  |
| 10.            | "Quem dá o Papo"                                   | Ruxell, Pabllo Bispo e Sérgio Santos                                             | Ruxell, Pabllo Bispo e Sérgio Santos | 2:27    |  |
| 11.            | "Catuaba (feat. Gloria Groove) (Ruxell Remix)"     | Ruxell, Pabllo Bispo e Sérgio Santos                                             | Ruxell, Pabllo Bispo e Sérgio Santos | 3:05    |  |
| 12.            | "Vagabundo (Ruxell Remix)"                         | Ruxell, Pabllo Bispo e Sérgio Santos                                             | Ruxell, Pabllo Bispo e Sérgio Santos | 2:27    |  |
| Duração total: | Duração total:                                     | Duração total:                                                                   | Duração total:                       | 31:36   |  |

## Análise da Crítica
O álbum recebeu críticas mistas dos críticos.
O jornal e site de noticias Metrópoles destacou: 
" A sensação final é de que o álbum é bem produzido, mas não se destaca. Falta alguma coisa. "